# 夢幻舞台
《夢幻舞台》是香港歌手譚詠麟發行第十八張粵語專輯。此唱片獲IFPI認證為1990年度最暢銷大碟，並在香港電台第十三屆十大中文金曲頒獎典禮中頒發此獎，因譚詠麟已經退出領獎，由唱片監製葉廣權代領， 寶麗金曾公佈此大碟銷量衝破7白金（35萬張）。「卡拉永遠OK」、「夢仍是一樣」、「明天仍要繼續」、「凌晨一吻」都是當中的流行大熱歌曲  。
譚詠麟於1989年暑假《彩色／濃情／再續浪漫演唱會》創出38場的總場數紀錄後，於1990年初推出新唱片，第一主打歌是周星馳主演的TVB台慶熱播劇《他來自江湖》的主題曲《明天仍要繼續》。第二主打由譚詠麟親自創作的《卡拉永遠OK》。1988年初譚詠麟宣布不再領帶有競爭性的獎項後，唱片公司給予譚詠麟較大自由度嘗試更多非商業主導的新構思 ，第三四主打是非情歌《藝海浮台》及《誰可比親心》，《藝海浮台》據報是譚詠麟特意獻給宣布封咪的張國榮，亦是送自己和歌迷以示支持。接力主打歌是譚詠麟親自作曲的《夢仍是一樣》，字裏行間暗示着香港移民潮中愛侶分隔異地，夢仍是一樣。非主打歌《凌晨一吻》是雋永之作。至於其他創新的部分，如引入出身自地下樂隊的馬家驥的創作，以及創作歌手蔡國權以類似軟式搖滾的風格譜寫成的《離別心曲》，擺脫移民潮中離愁別緒的感覺。

## 曲目
全碟監製：葉廣權、關維麟
|     | 歌名         | 作曲       | 填詞   | 編曲             |
| --- | ------------ | ---------- | ------ | ---------------- |
| 1.  | 藝海浮台     | 葉廣權     | 向雪懷 | 盧東尼           |
| 2.  | 離別心曲     | 蔡國權     | 蔡國權 | 袁卓繁           |
| 3.  | 卡拉永遠OK   | 譚詠麟     | 潘源良 | 盧東尼           |
| 4.  | 誰可比親心   | 林敏怡     | 黃真   | 林敏怡           |
| 5.  | 怎可忘記     | 馬家驥     | 馬家驥 | 盧東尼           |
| 6.  | 夢仍是一樣   | 譚詠麟     | 簡寧   | 盧東尼           |
| 7.  | 明天仍要繼續 | 盧東尼     | 向雪懷 | 盧東尼           |
| 8.  | 愛情斑馬線   | 鈴木喜三郎 | 張國祖 | Masanori Iwasaki |
| 9.  | 凌晨一吻     | 山本英美   | 盧永強 | Masanori Iwasaki |
| 10. | 冷傲的化妝   | Per Gessle | 簡寧   | 袁卓繁           |

## 獎項
- 1990年度香港金唱片頒獎典禮

- 「白金唱片」：《夢幻舞台》

- 香港電台第十三屆十大中文金曲頒獎典禮

- IFPI 1990全年最暢銷大碟獎